# 吴章 (西汉)
吴章（前1世纪—3年），字伟君。西汉末年右扶风平陵（今陕西省咸阳市西北）人。
吴章治《书经》，当世称为名儒，教授弟子千余人，任职博士。吴章为王莽长子王宇的师傅。当时汉平帝年幼，王莽秉政，号安汉公。王莽不准皇帝的母亲卫姬和外家卫氏至京师，隔绝汉平帝与其母家卫氏。王宇不满王莽的做法，遂与吴章合谋，派吕宽趁夜以血涂在王莽宅第大门，希望以此吓一吓王莽，假装鬼神警告他。事发後，王莽杀王宇，诛灭卫氏，吴章被腰斩，株连死者百余人。门人都被禁锢，不得为官。